# Disopiramida
La disopiramida es un medicamento que actúa a nivel del corazón como agente antiarrítmico clase I, usado principalmente en el tratamiento de taquicardias ventriculares, estabilizante del potencial de membrana en reposo de las células cardíacas, similar a la quinidina, lidocaína y procainamida. No tiene efecto sobre los receptores adrenérgicos alfa y beta. Es muy similar, químicamente, a la quinidina, pero tiene marcados efectos antimuscarínicos sobre el corazón, por lo que no se considera un medicamento de primera opción. Es también útil en el tratamiento de ciertas arrítmias supraventriculares.

## Indicaciones
La disopiramida en forma de fosfato tiene propiedades estabilizantes de las membranas en reposo y se presenta en forma inyectable, presentación que es utilizada en servicios de urgencia cardiológica para pacientes en estado crítico.

## Efectos adversos
La disopiramida está contraindicada en pacientes con insuficiencia cardíaca (a no ser que la causa sea HCM) y se ha reportado casos de hipotensión arterial como efecto secundario de este medicamento. Otras reacciones adversas incluyen resequedad de la boca, estreñimiento, retención urinaria, hiperplasia prostática, glaucoma y otros trastornos visuales y agranulocitosis.
Combinado con tioridazina, un medicamento usado en pacientes con esquizofrenia, la disopiramida puede causar un intervalo QT largo en el electrocardiograma.